# Huis ten Bosch
Huis ten Bosch – zabytkowy pałac w Hadze, od 2019 roku miejsce zamieszkania holenderskiej rodziny królewskiej.

## Historia
Kamień węgielny pod budowę pałacu wmurowano w 1645 roku. Początkowo pełnił funkcję letniej rezydencji księcia Fryderyka Henryka Orańskiego i jego żony, księżnej Amalii. Zaprojektował go Pieter Post, który przyczynił się też do budowy Mauritshuis oraz pałacu Noordeinde.
Kiedy Fryderyk zmarł w 1647 roku, wdowa po nim, Amalia, przekształciła obiekt w pomnik zmarłego męża. Pod okiem malarza i architekta Jacoba van Campena centralna komnata, Oranjezaal, została poświęcona życiu i pracy księcia. W 1702 roku pałac przeszedł w ręce króla Prus, który posiadał go do 1732 roku, w którym to oddał go Wilhelmowi IV Orańskiemu. Ten podjął się renowacji budynku. Do budynku dobudowano dwa skrzydła projektu Daniela Marota.
Podczas okupacji francuskiej w latach 1795–1813 Ludwik Bonaparte przebudował część wnętrz pałacu w stylu empire. Do 1805 roku rezydencja służyła jako muzeum, kiedy to wprowadził się do niej Rutger Jan Schimmelpenninck. Około rok później zamieszkiwał ją sam Ludwik Bonaparte. W 1807 roku ten przeprowadził się do Utrechtu. Po ogłoszeniu Wilhelma Fryderyka Oranje-Nassau królem Niderlandów w 1815 roku z Huis ten Bosch korzystali rodziny królewskiej, w tym król Wilhelm I i jego żona, królowa Wilhelmina.
Podczas II wojny światowej pałac został poważnie zniszczony. Odbudowa rezydencji trwała w latach 1950–1981. Po jej ukończeniu, 10 sierpnia 1981 roku, do pałacu wprowadziła się królowa Beatrycze z mężem Clausem. W 2014 roku Beatrycze wyprowadziła się do zamku Drakensteyn. Od 2019 roku obiekt jest zamieszkiwany przez królową Maksymę, króla Wilhelma-Aleksandra oraz ich córki.

## Architektura
Budynek barokowy, trójkondygnacyjny. Wzniesiony według projektu Pietera Posta. Jego plan jest oparty na pałacach włoskich – symetryczny, apartamenty są rozłożone wokół centralnego holu, nazywanego Oranjezaal, który jest zwieńczony kopułą.

## Galeria

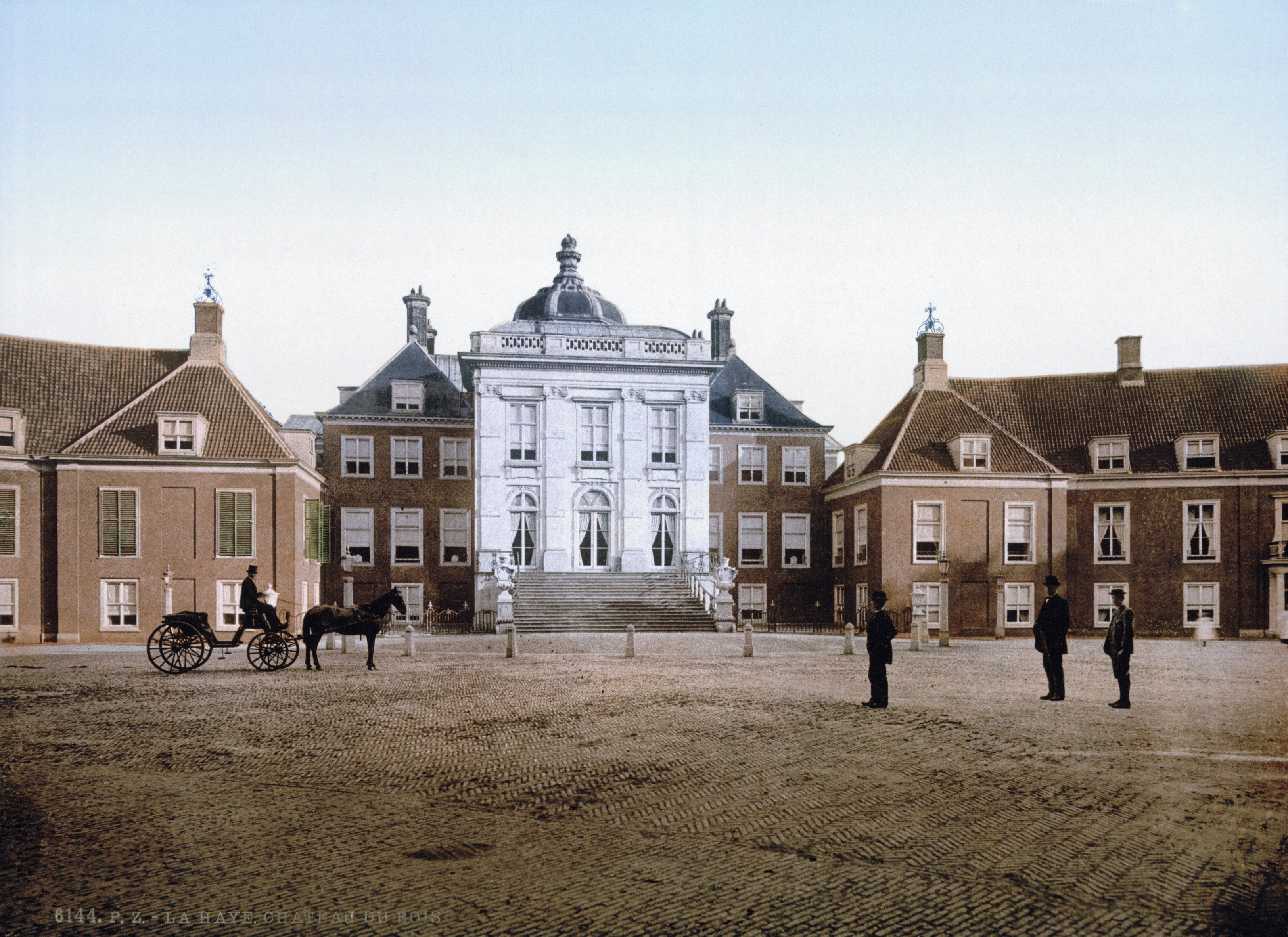
Pałac około 1900 roku
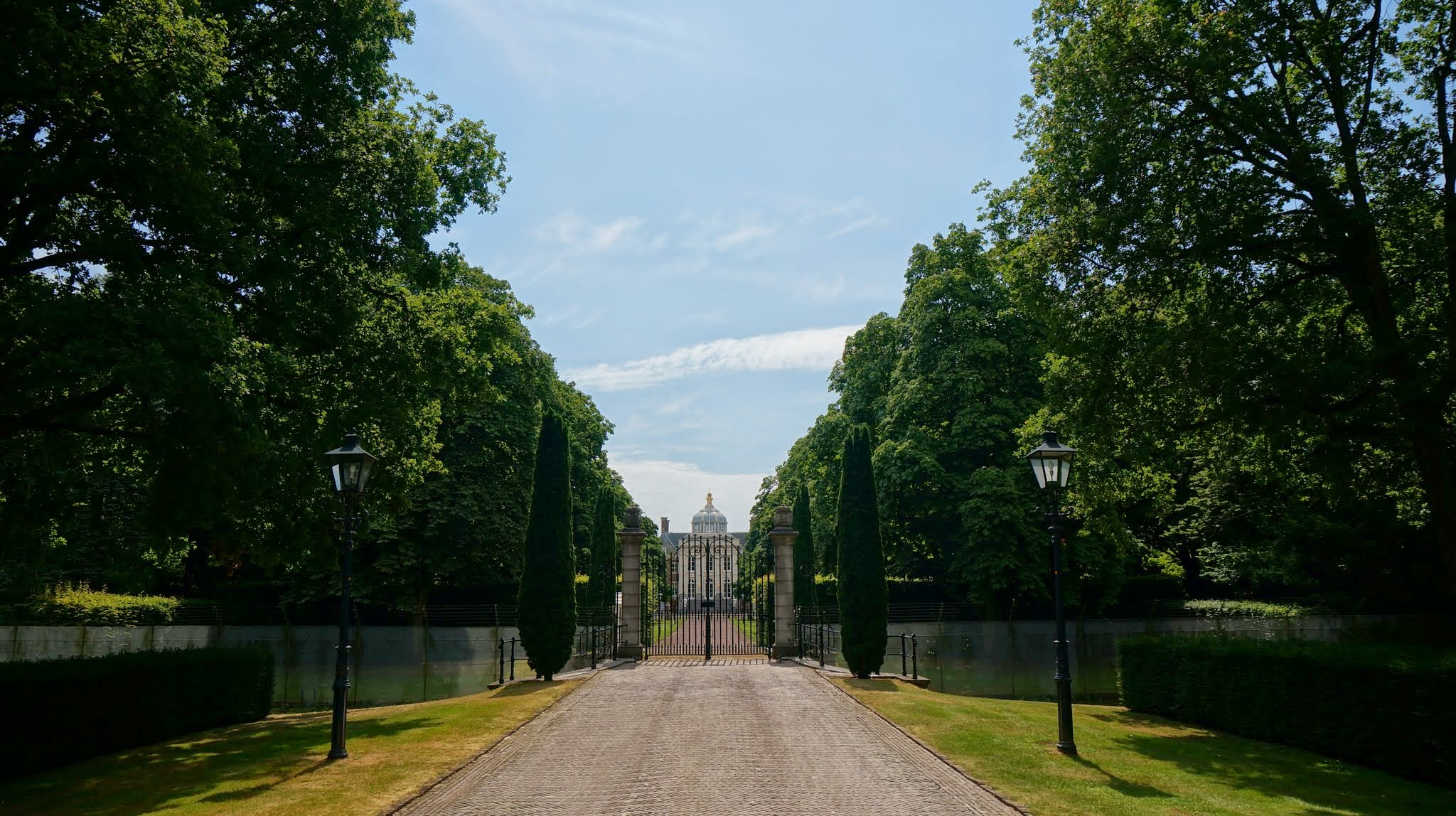
Brama pałacu
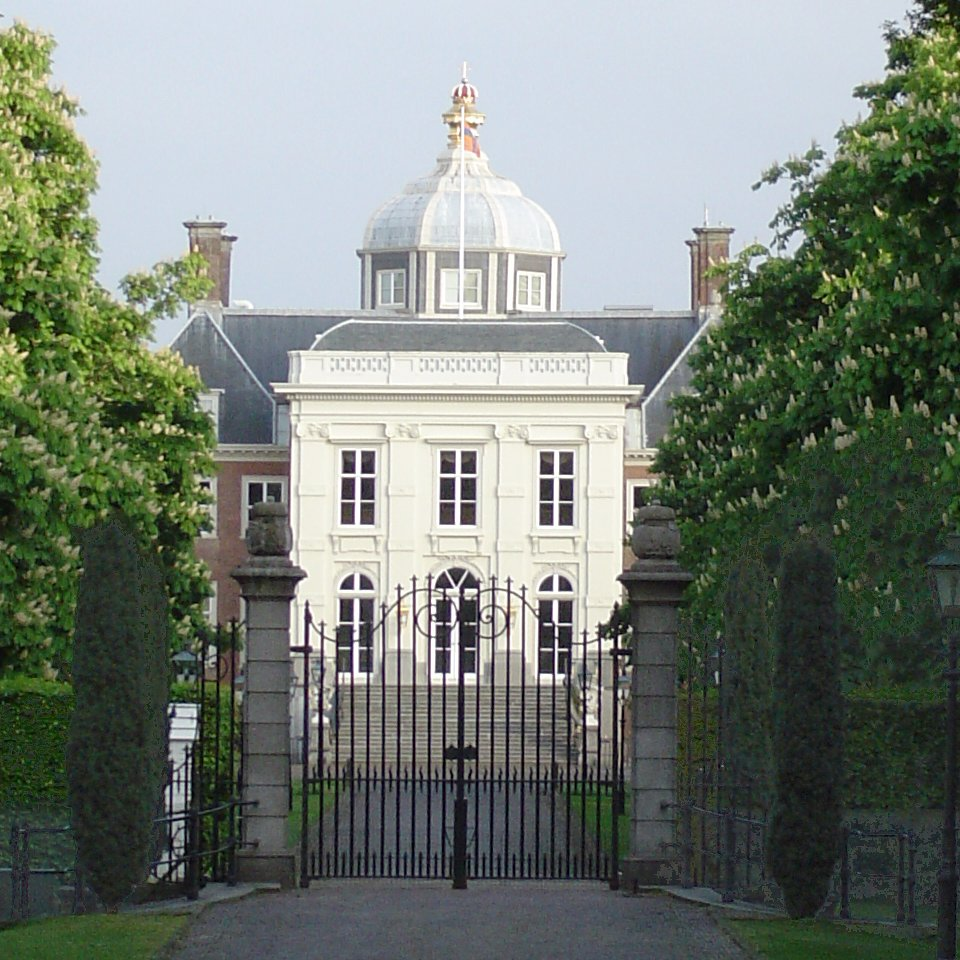
Fasada
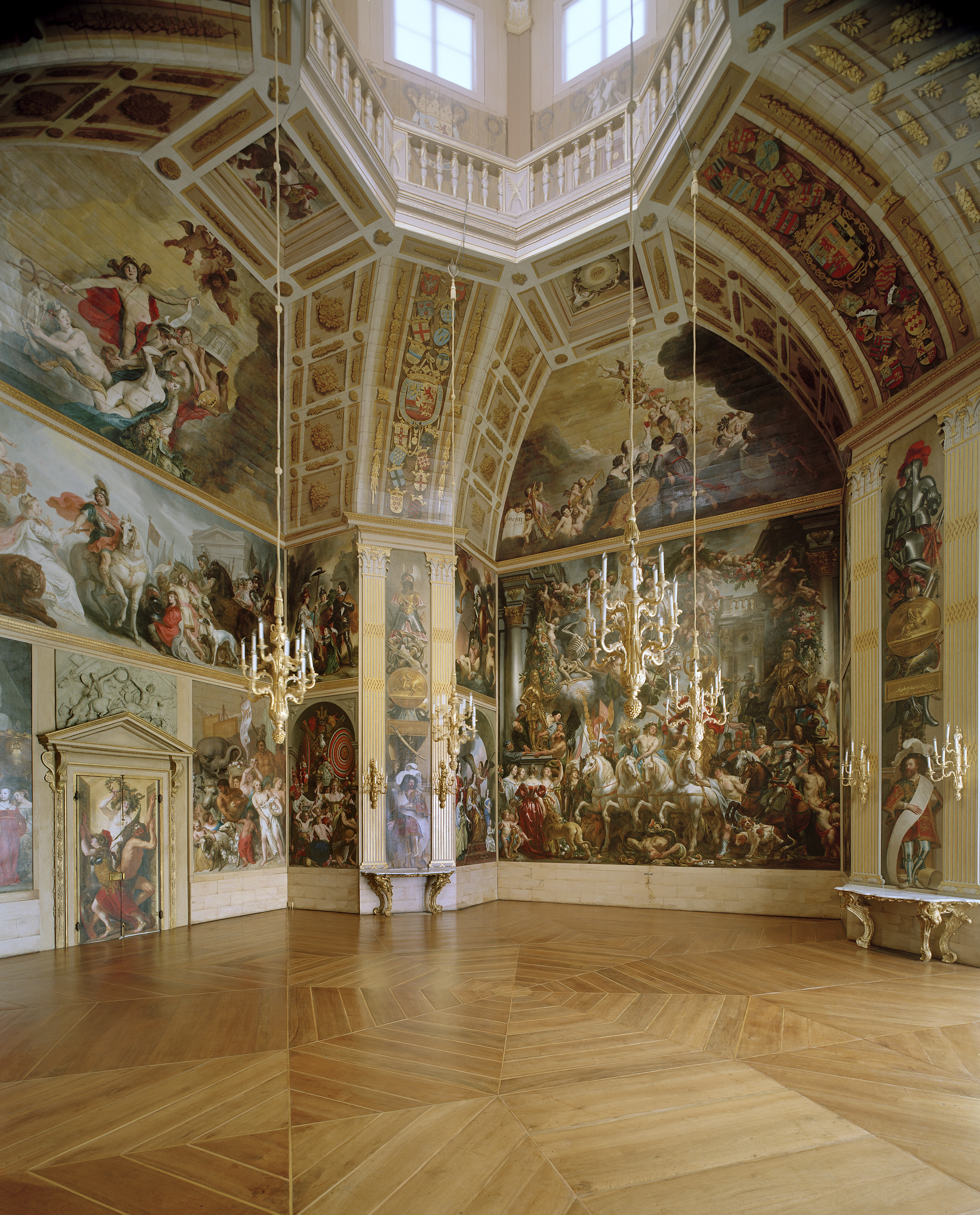
Oranjezaal
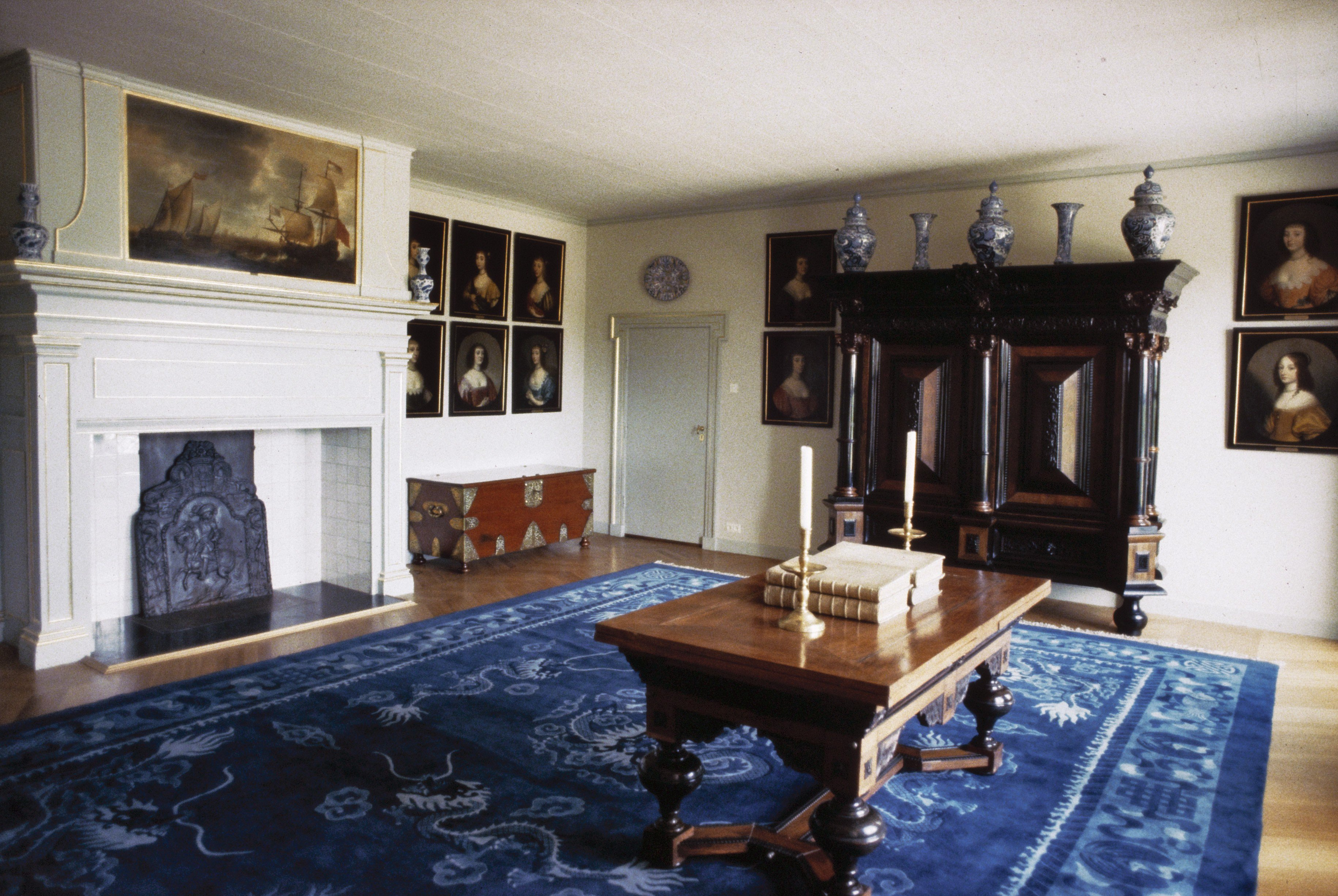
Jedna z sal pałacowych

## Park tematyczny Huis Ten Bosch (jap.Hausu Ten Bosu) w Japonii
Hausu Ten Bosu to park rozrywki o powierzchni ponad 150 ha nad zatoką Ōmura, w Sasebo, w prefekturze Nagasaki. Jest to replika holenderskiego miasta. Nazwa parku pochodzi od rezydencji holenderskiej rodziny królewskiej. Można w nim podziwiać: kanały, wiatraki, ogrody i architekturę. W zależności od pory roku organizowane są imprezy, jak na przykład festiwal tulipanów wiosną, czy pokaz sztucznych ogni latem.